# Benthamiella nordenskjoldii
Benthamiella nordenskjoldii là loài thực vật có hoa trong họ Cà. Loài này được Dusén mô tả khoa học đầu tiên năm 1900.